# Colydium marleyi
Colydium marleyi es una especie de coleóptero de la familia Zopheridae.

## Distribución geográfica
Habita en Jamaica.